# Pogonioefferia truncata
Pogonioefferia truncata là một loài ruồi trong họ Asilidae. Pogonioefferia truncata được Hine miêu tả năm 1911. Loài này phân bố ở vùng Tân Bắc giới.